# Raffaello Matarazzo
Raffaello Matarazzo (Roma, 17 agosto 1909 – Roma, 17 maggio 1966) è stato un regista, sceneggiatore e critico cinematografico italiano.

## Biografia

### Gli inizi
Nato a Roma da una famiglia di origini napoletane resta ben presto, con i suoi due fratelli, orfano di padre morto nella Grande Guerra. Deve pertanto lavorare come fattorino postale per potersi mantenere agli studi frequentando il liceo classico. Si interessa di cinema sin da giovanissimo e nel 1929, non ancora ventenne, entra nella redazione del quotidiano romano Il Tevere, ove gli viene affidata la pagina cinematografica sulla quale, sin dal primo articolo del 25 marzo, scrive di "rinascita del cinema italiano". Sullo stesso quotidiano propone la realizzazione di una "Università del cinema", composta di una istituzione, di un periodico (il futuro Bianco e Nero), di una Scuola di formazione dei cineasti - attori, registi e tecnici - e di una sezione per il cinema educativo destinato ai giovani. Qualcosa di analogo prenderà corpo il 28 luglio 1930 con l'istituzione della "Scuola nazionale di cinematografia" (antesignana del Centro sperimentale di cinematografia) presso la Accademia di Santa Cecilia, nella quale Matarazzo ricoprirà la carica di segretario.
Sempre nel 1930 egli fonda, assieme a Blasetti e ad altri intellettuali il "Gruppo centrale di cultura cinematografica", che dà vita al primo Cineclub italiano, dove vengono proiettati in versione originale, tollerati dalla censura, alcuni film stranieri proibiti dal regime. Nello stesso periodo collabora con Blasetti anche scrivendo sulle riviste da lui fondate, dove pubblica a puntate un romanzo d'appendice dal titolo L'incantatrice del sud ed il racconto satirico Le avventure di Mr. Boroh Talk, denigratore di vergini.  Partecipa attivamente alle discussioni sull'avvento del sonoro, dove ha occasione di conoscere i registi Camerini e Bragaglia, ed è quest'ultimo che gli commissiona un soggetto, che poi non sarà realizzato. Nel frattempo è anche chiamato a svolgere l'incarico di capo ufficio stampa del Dopolavoro dell'Urbe..

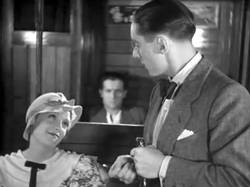
Treno popolare, primo film diretto da Matarazzo nel 1933, aveva dei tratti di novità per l'epoca, ma fu un insuccesso

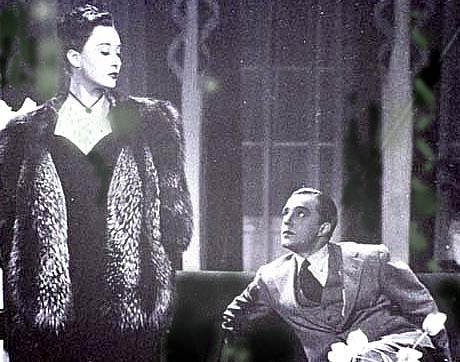
Clara Calamai e Vittorio De Sica ne L'avventuriera del piano di sopra, commedia brillante realizzata da Matarazzo negli anni della guerra

Nel 1931 lascia il giornalismo e diviene revisore di soggetti cinematografici alla Cines. Sale per la prima volta sul "set" durante le riprese di Figaro e la sua gran giornata quale aiuto regista di Camerini, a cui riconoscerà grandi meriti nella propria formazione tecnico - artistica., e dove lavorerà a fianco di Mario Soldati, anche lui a quel tempo assistente alla Cines.
Dopo aver scritto la sceneggiatura di un paio di pellicole (La telefonista diretto da Malasomma - per il quale risulta anche coautore dei testi delle due canzoni che fanno parte della colonna sonora - e Due cuori felici di Negroni), inizia l'attività registica con la direzione di 1 dei 12 documentari realizzati dalla "Cines" per celebrare le opere del regime, Littoria - la moderna Latina - sulla bonifica dell'agro pontino. Il risultato è così positivo che gli viene affidato l'incarico di realizzarne un secondo dedicato a Mussolinia di Sardegna (oggi Arborea), su indicazione, secondo le cronache del tempo, dello stesso Mussolini. Molti anni dopo egli dichiarerà di non aver potuto rifiutare di girarli, pur essendo di sentimenti antifascisti.

### I film degli anni Trenta
Nel 1933, a soli ventitré anni, firma il suo primo lungometraggio con Treno popolare, opera che presenta alcuni tratti innovativi rispetto allo stile cinematografico dell'epoca, in quanto «vi viene tratteggiata con un certo realismo una società nella quale acquisiscono centralità e rilievo i momenti di evasione e divertimento», un film che vide anche l'esordio come compositore cinematografico del musicista Nino Rota. La pellicola venne presentata a Roma al cinema Barberini e fu accolta in modo molto negativo del pubblico. Matarazzo, ancora a distanza di molti anni, ricorderà con amarezza quell'episodio: «Era la prima volta che la gente vedeva una cosa del genere; hanno gridato e fischiato come non s'era mai visto fischiare un film; erano rossi a forza di fischiare. Quel film era quello che più tardi venne chiamato neorealismo. Fu una serata molto triste per me».
L'insuccesso del suo primo film non ne arresta l'attività, ma lo convince ed intraprendere una strada più sicura nei rapporti con il pubblico. Infatti negli anni successivi, oltre a scrivere altre sceneggiature, dirige numerose opere, mediamente più di una all'anno, di natura più tradizionale. Dopo la commedia brillante Kiki (1934) è la volta de Il serpente a sonagli (1935) nel quale, tra gli altri, lavorano attori come Andreina Pagnani, Lilla Brignone e Paolo Stoppa e che segna l'ingresso di Matarazzo nel genere giallo. Entrambe queste pellicole risultano attualmente introvabili. Rimane nel giallo dirigendo subito dopo L'anonima Roylott (1936) e Joe il rosso (1937), due storie con immaginarie ambientazioni estere, americane e francesi. In tutti questi film Matarazzo collabora strettamente con uno sceneggiatore che poi diventerà noto anche per altri motivi, cioè Guglielmo Giannini. Nel 1936 Matarazzo, nonostante i crescenti impegni cinematografici, si occupa anche di teatro: il 28 gennaio viene infatti rappresentata al Teatro Valle di Roma una sua commedia dal titolo Simmetrie, basata sugli equivoci tra coniugi, tematica su cui si muove con facilità, tanto che la riprenderà nella Avventuriera del piano di sopra. La regia è affidata ad Anton Giulio Bragaglia, legato alla avanguardie artistiche e direttore del teatro sperimentale degli Indipendenti.
I temi ispiratori dei film "larmoyant" di Matarazzo - ha scritto Prudenzi nella monografia dedicata al regista - sono i romanzi di appendice, il modello "feuilleton", i romanzi di Sue, Hugo, e Carolina Invernizio, che erano anche tra i libri preferiti del regista per le proprie letture.
Molti commentatori hanno inoltre evidenziato la stretta relazione tra il cinema melodrammatico - quello di Matarazzo in particolare - e la contemporanea, enorme diffusione dei fotoromanzi, ed anzi v'è stato chi
ha ipotizzato che l'idea del produttore Lombardo di realizzare Catene derivasse proprio dal vasto successo di tali riviste.
Negli anni Cinquanta i principali rotocalchi di fotoromanzi conoscono diffusioni di milioni di copie. Ed è proprio questo fenomeno «con i suoi aspetti mesti ed ingannevoli, di povero paradiso di cartapesta e diffusioni di fragili e deleterie utopie» che ispirerà a Fellini negli stessi anni (1952), Lo sceicco bianco, sua prima regia "autonoma".
Nel 1937 torna al cinema e dirige ancora due film: È tornato carnevale - anch'esso oggi non reperibile - e Sono stato io!, con il quale inizia la collaborazione con i fratelli De Filippo, dato che vi prendono parte Eduardo, Peppino e Titina. Collaborazione che proseguirà poi nel 1939 con Eduardo e Peppino ne Il marchese di Ruvolito, pellicola tratta da una commedia di Nino Martoglio, di cui non rimane copia. Nello stesso anno torna al genere giallo con L'albergo degli assenti, un film ambientato in Costa Azzurra, con qualche venatura di horror.

### Gli anni Quaranta tra guerra, Spagna e dopoguerra
La guerra non interrompe la prolifica attività di Matarazzo che gira sei film in quattro anni. Dopo due pellicole in tono minore, Giù il sipario e Trappola d'amore, entrambi del 1940, arriva nel 1941 una commedia scanzonata e brillante - certo in contrasto con il clima d'ansia e paura per la guerra in corso - L'avventuriera del piano di sopra in cui recitano Vittorio De Sica ed una Clara Calamai ancora lontana dalla Ossessione viscontiana. Visto il successo di questo film, nello stesso anno realizza una seconda commedia, Notte di fortuna, meno apprezzata della prima, nella quale torna a lavorare con uno dei De Filippo, Peppino.
Con Giorno di nozze (1942) viene ancora proposta la commedia, giocata con ritmi frenetici, dove prevale «la rapidità ritmica, la padronanza del genere», mentre l'anno successivo avverrà l'unico incontro di Matarazzo con colui che poi sarà uno dei principali ispiratori di quella corrente neorealista che tante critiche riserverà alle sue opere: è infatti Cesare Zavattini uno degli sceneggiatori de Il birichino di papà, ultimo film che il regista dirige prima di trasferirsi in Spagna, dove, per li timore di essere richiamato, decide di fermarsi.

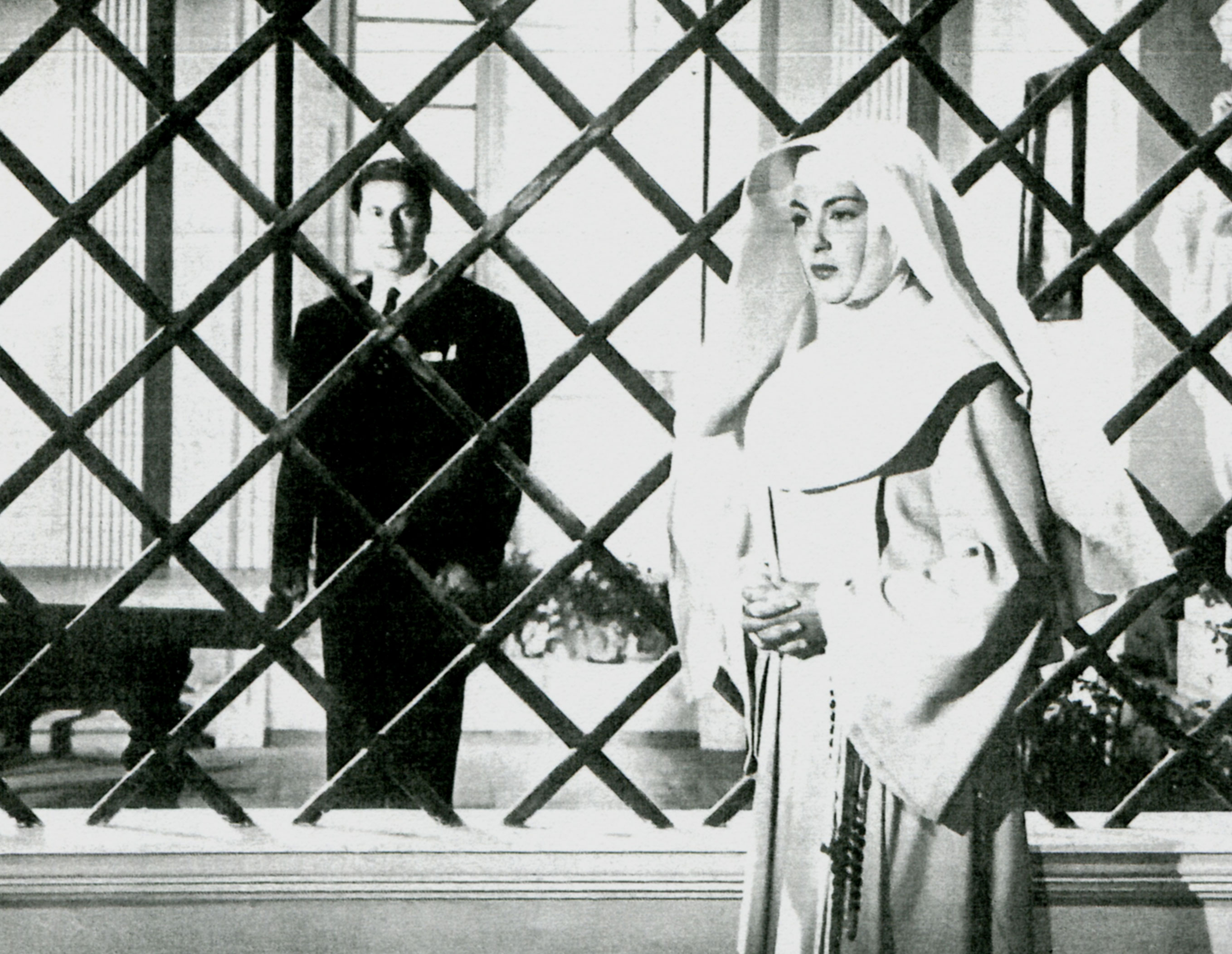
Una immagine di scena de I figli di nessuno, film campione di incassi nel 1951 con quasi un miliardo di lire

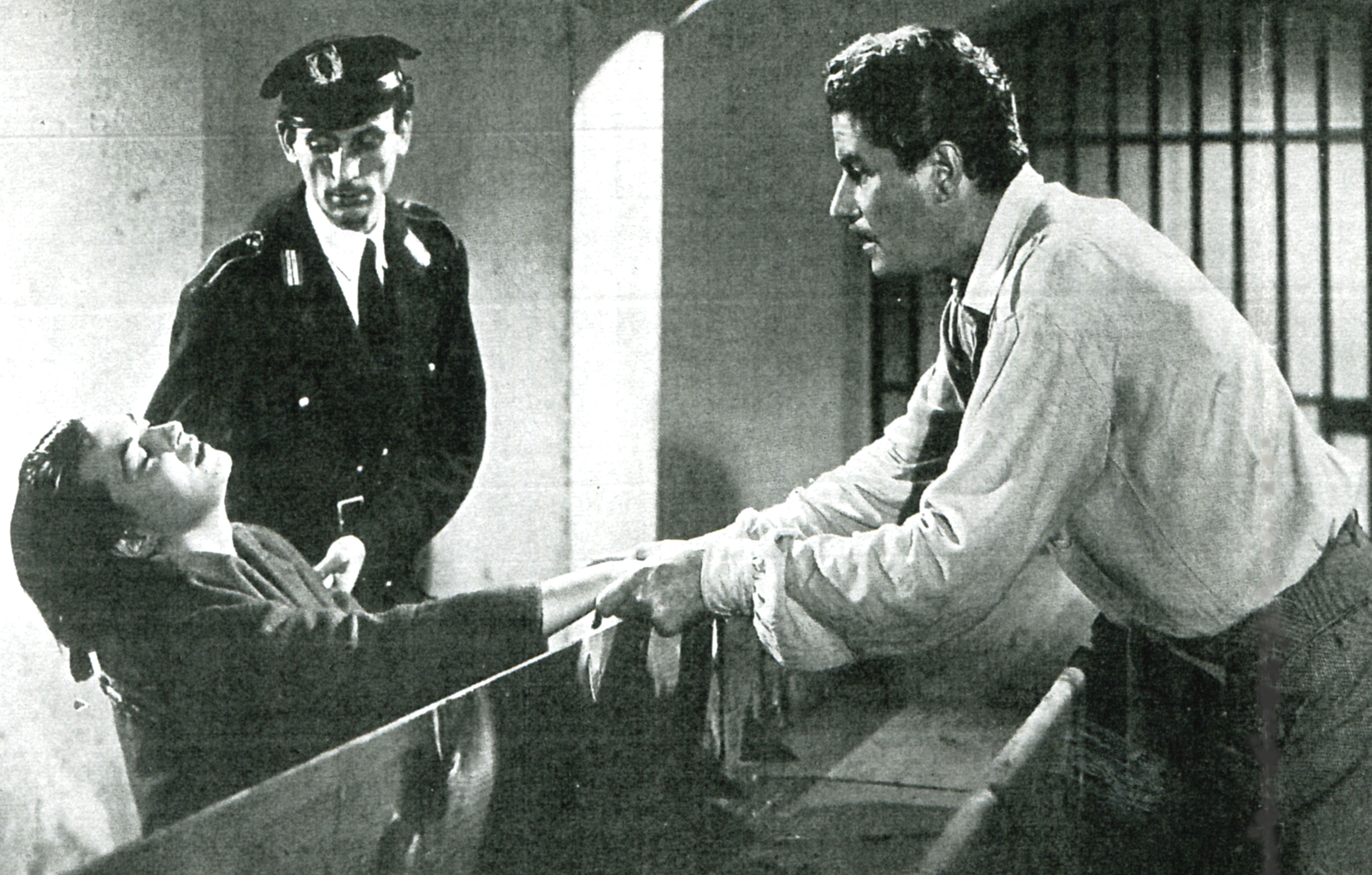
Grande intensità drammatica per Amedeo Nazzari ed Yvonne Sanson in Tormento (1950)

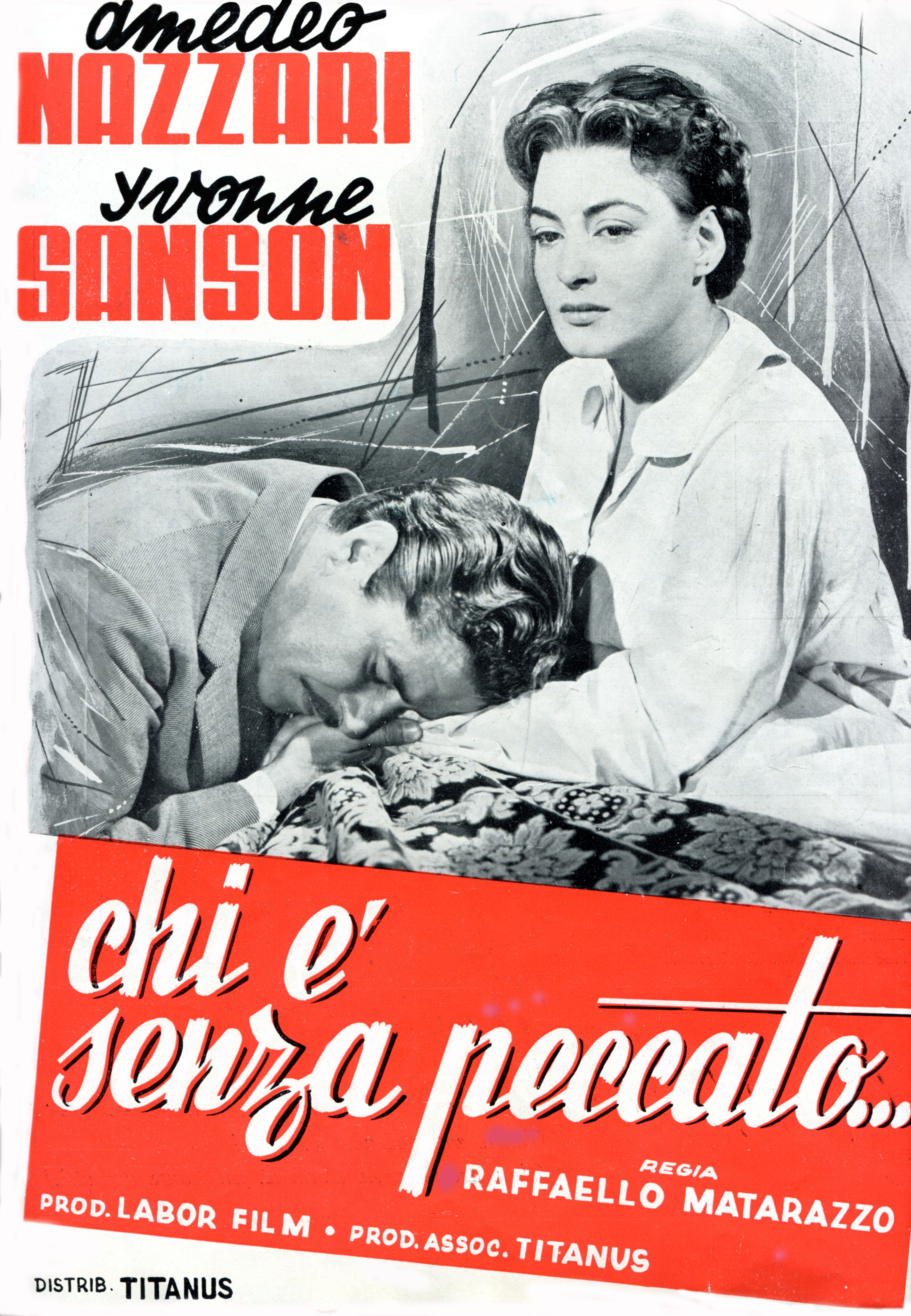
Pubblicità d'epoca di Chi è senza peccato (1953) con atteggiamento tipico degli interpreti.

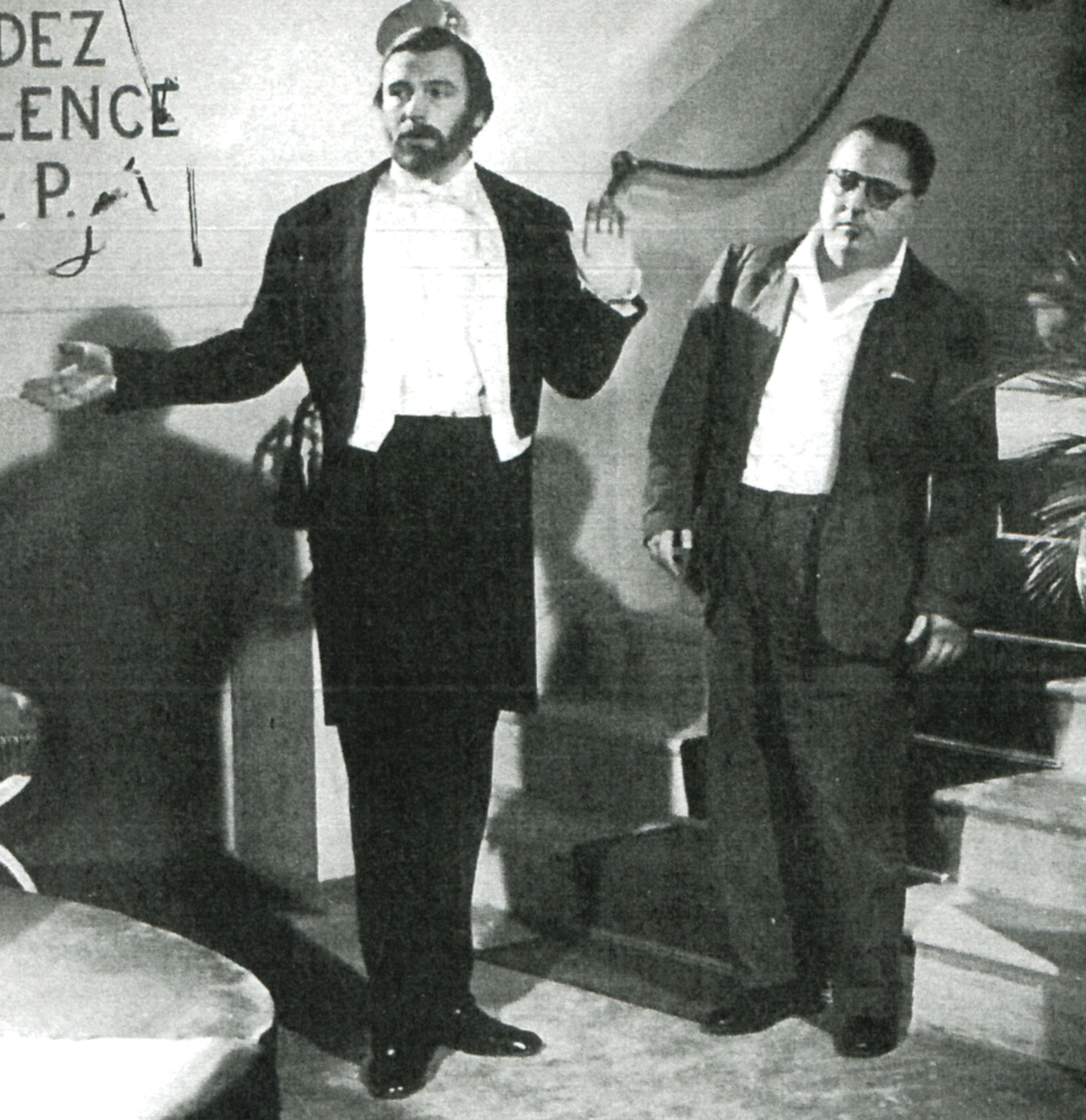
Sul set di Giuseppe Verdi (1953): il regista Matarazzo (a destra) con l'interprete Pierre Cressoy

Si stabilisce a Madrid dove dirige due film, che non giungono in Italia. Il primo è Dora, la espía del 1943 (tratto da un racconto di Victorien Sardou del 1877, già portato sugli schermi italiani nel 1920 da Roberto Roberti), nel quale lavora un'ex diva del muto, Francesca Bertini. L'altro è Empezo en boda nel 1944. Scrive alcuni testi di prosa, tra cui Una donna tra le braccia (Una mujer entre los brazos) che viene anche rappresentato nel 1944 in un teatro della capitale spagnola e che non sarebbe altro che la riedizione teatrale di quella Avventuriera del piano di sopra già uscita in Italia nel 1941.
Finita la guerra, Matarazzo rientra in Italia, ma ritrova un paese completamente diverso da quello che aveva lasciato nel '43, il che genera in lui sentimenti di ansia e paura. Anche nel mondo del cinema è in atto un cambiamento radicale i cui prevalgono nuovi linguaggi, e solo nel 1947 egli riuscirà a rientrarvi dirigendo due film. Il primo è ancora un giallo, Fumeria d'oppio, che annovera tra gli sceneggiatori Fellini e Monicelli e che, considerato per lungo tempo perduto, è stato recentemente ritrovato. Dell'opera successiva, la commedia Lo sciopero dei milioni (1948) - cui collabora come sceneggiatore anche Steno - non risultano attualmente rintracciabili copie.

### Il successo degli anni Cinquanta
Nel 1949 Matarazzo si cimenta con una riedizione della nota vicenda di Paolo e Francesca, che costituisce «un passaggio dalla commedia al melodramma» e, forse per questo, viene chiamato da Gustavo Lombardo, proprietario della "Titanus", a dirigere Catene, che il produttore, ritenendolo un film di "serie B", intende destinare ai circuiti minori, facendolo realizzare da «un artigiano di talento». Ma il film, che esce nel 1950, ottiene invece un inatteso e clamoroso successo commerciale, con un incasso di circa 735 milioni di lire, nonostante la sua visione fosse sconsigliata dal Centro Cattolico Cinematografico, il che gli precluse il diffuso circuito delle sale parrocchiali. Questo inatteso successo, che situò il film ai primissimi posti, quanto ad introito, delle pellicole italiane di quell'anno, aprì quasi casualmente un filone cinematografico, con la coppia Amedeo Nazzari e Yvonne Sanson quali principali interpreti, che per tutta la prima metà degli anni cinquanta collezionerà, al tempo stesso, enorme popolarità di pubblico, incassi record e disinteresse, oppure valutazioni negative - talvolta sprezzanti - da parte della critica "ufficiale". Successo imprevisto dallo stesso Matarazzo, tanto che aveva accettato il modestissimo "cachet" di 200.000 lire, rinunciando ad ogni diritto di proventi sull'opera.
La "Titanus", dove nel frattempo a Gustavo Lombardo, deceduto nel 1951, era subentrato il figlio Goffredo, non esita a sfruttare il travolgente exploit di Catene. Viene ripreso e aggiornato, ancora con la coppia Nazzari-Sanson, un soggetto la cui trasposizione sullo schermo aveva già riscosso grande successo nei primi anni venti, I figli di nessuno. Nello stesso anno, sempre sull'onda del filone e con lo stesso cast, esce anche Tormento. I risultati sono ancora più clamorosi: le due pellicole balzano rispettivamente al primo ed al secondo posto della classifica degli incassi del 1951, totalizzando un introito complessivo di quasi un miliardo e 700 milioni, somma mai raggiunta nelle sale italiane prima di allora e che poi, anche per tutto il decennio, pochi altri registi riusciranno a conseguire.
Il 1952 è per Matarazzo, ormai diventato il fondatore di un "genere" molto imitato, un anno di relativa tranquillità nel quale dirige solo, con Massimo Girotti come interprete, il tenente Giorgio, di scarso successo. Ma è solo una pausa, perché l'anno successivo Giuseppe Verdi e Chi è senza peccato... (nel quale ritorna la coppia Nazzari - Sanson) salgono di nuovo in vetta alle classifiche d'incasso. Il successo dei film di Matarazzo prosegue anche nel 1954, anno in cui escono ben tre pellicole dirette dal regista: accanto a Vortice e Torna!, che ripropone di nuovo la coppia Nazzari - Sanson, viene distribuito anche La nave delle donne maledette, considerato anomalo rispetto ai canoni delle altre pellicole, in quanto vi appare «la carnalità dell'erotismo femminile in modi talmente inusitati per quei tempi da vedere questo suo film eversivo tagliato dalla censura in maniera irrimediabile ed avvilente». Ancora una volta i titoli dei film diretti da Matarazzo raggiungono le parti alte delle classifiche commerciali in un anno ricco di opere importanti per il cinema italiano (Senso di Visconti, La spiaggia di Lattuada, La romana di Zampa e La strada di Fellini, che vincerà l'Oscar), anche se molti di questi titoli saranno superati, sul piano economico, dalle pellicole di Matarazzo.
L'angelo bianco, del 1955, inizia esattamente dove era terminato I figli di nessuno (ovviamente con gli stessi interpreti Nazzari-Sanson), di cui è un "sequel". A questo titolo si aggiunge Guai ai vinti, che tenta una incursione nei drammi provocati non più solo dalle vicende private e famigliari, ma dalla violenza della guerra. Anche queste due pellicole ottengono un buon successo di pubblico, pur non raggiungendo più le vette delle classifiche. I gusti cominciano a cambiare: l'anno successivo, il 1956, Matarazzo dirige La risaia, che consente a Elsa Martinelli il primo ruolo importante in Italia in una pellicola premiata da un buon successo di pubblico, anche se molti la vedranno come una copiatura di Riso amaro, cosa che Matarazzo negherà decisamente.

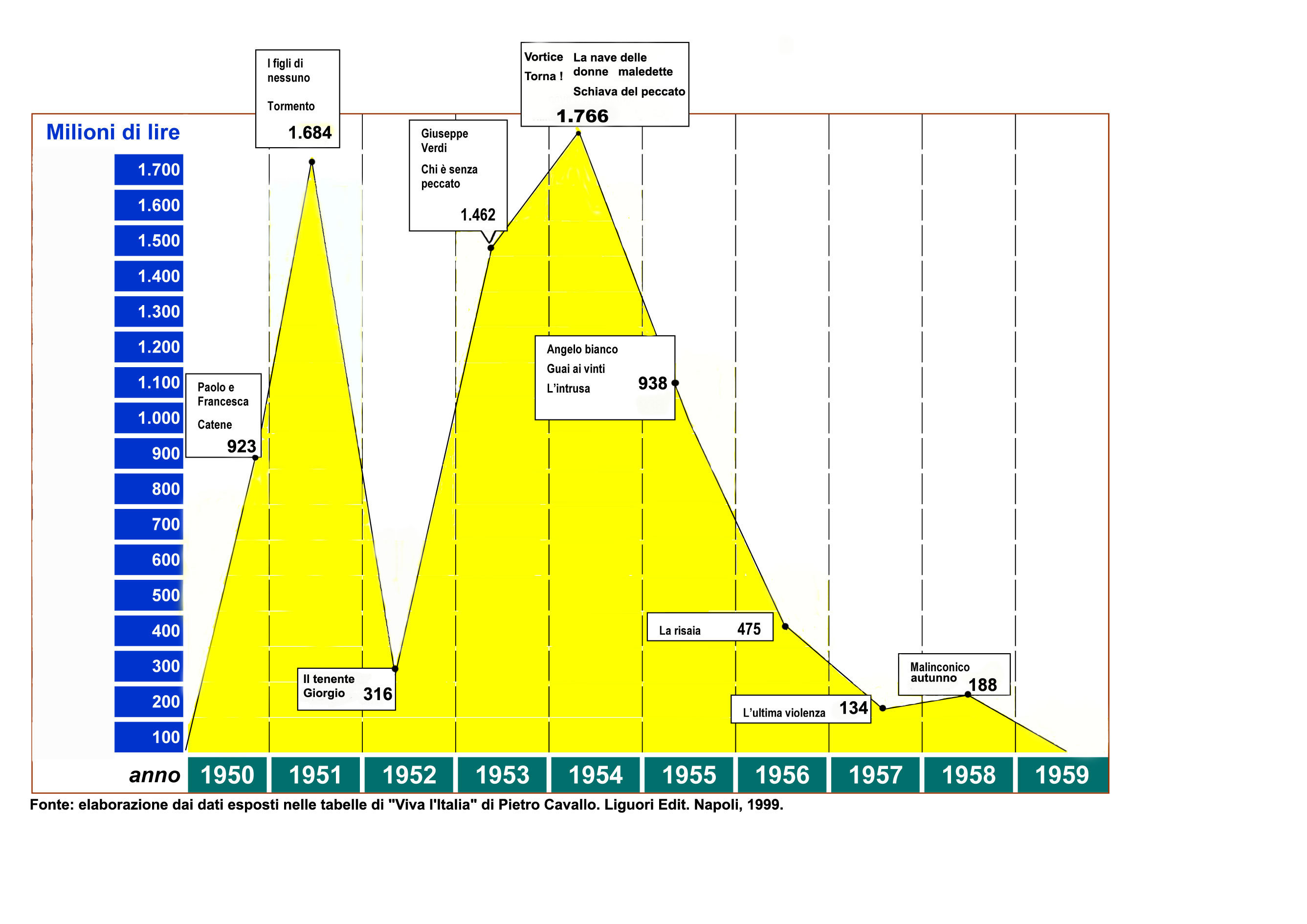
Il grafico mostra la repentina crescita e l'altrettanto rapida caduta commerciale dei film diretti da Matarazzo nel corso degli anni Cinquanta.

### Declino e solitudine negli anni Sessanta
Sul finire degli anni Cinquanta la crisi, prima latente, del melò diventa palese a seguito delle trasformazioni nei gusti cinematografici della società italiana, già iniziata nel 1952 con i successi del "neorealismo rosa" (Due soldi di speranza di Castellani) e nel 1953 con Pane, amore e fantasia che propone la spigliata "bersagliera" Lollobrigida al posto della dolente Sanson. È il frutto della «modernizzazione a tappe forzate, prodotta a cavallo tra gli '50 e '60 dal boom economico (emigrazione interna, urbanizzazione, scomparsa dei dialetti, estinguersi della cultura contadina, consumismo di massa), che ha profondamente mutato l'antropologia dell'Italia».
Escono, L'ultima violenza nel 1957, con la sola Yvonne Sanson, e, nel 1958, Malinconico autunno (che viene distribuito anche in Spagna con il titolo Cafè de puerto come tentativo di esportare il genere "melò" in un paese ben noto a Matarazzo, avendoci vissuto durante la guerra) nel quale, nell'intento di rinverdire i passati successi, Matarazzo lavora ancora, e per l'ultima volta, con Nazzari e Sanson in un film il cui titolo sembra evocare la sua personale parabola professionale. Il declino è molto rapido: già nei primi anni Sessanta, mentre le opere di cineasti come Gallone, Cottafavi, Bragaglia o Mastrocinque, considerati anch'essi "popolari", continuano a mantenersi nelle parti alte delle classifiche d'incasso, quelle di Matarazzo ne scompaiono definitivamente.
Matarazzo approda con difficoltà agli anni sessanta. Nell'anno de La dolce vita, simbolo di un cambiamento profondo nei gusti e nei valori sociali, dirige Cerasella, una commedia con canzonette napoletane, di scarso successo. Negli anni successivi egli resta in qualche modo prigioniero di un "cliché" che lo vuole regista di melodrammi e dal quale tenta invano di sganciarsi proponendo al produttore Lombardo soggetti diversi e soluzioni economiche di coproduzione, ricavando da questa situazione anche una personale frustrazione, in quanto deve attendere due anni prima di poter tornare dietro la macchina da presa.

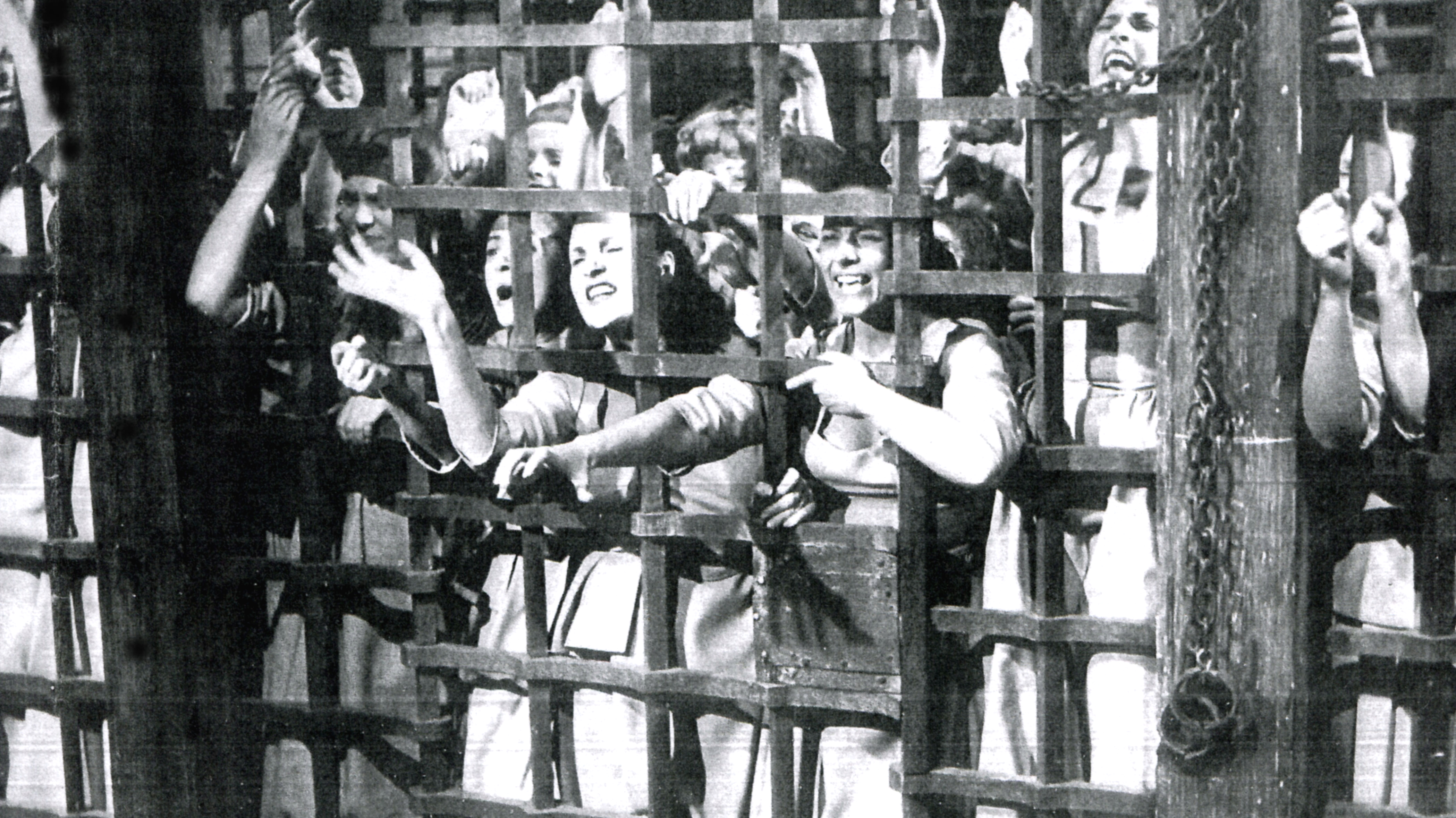
La nave delle donne maledette (1954), film che fu considerato "anomalo" tra quelli diretti da Matarazzo negli anni Cinquanta

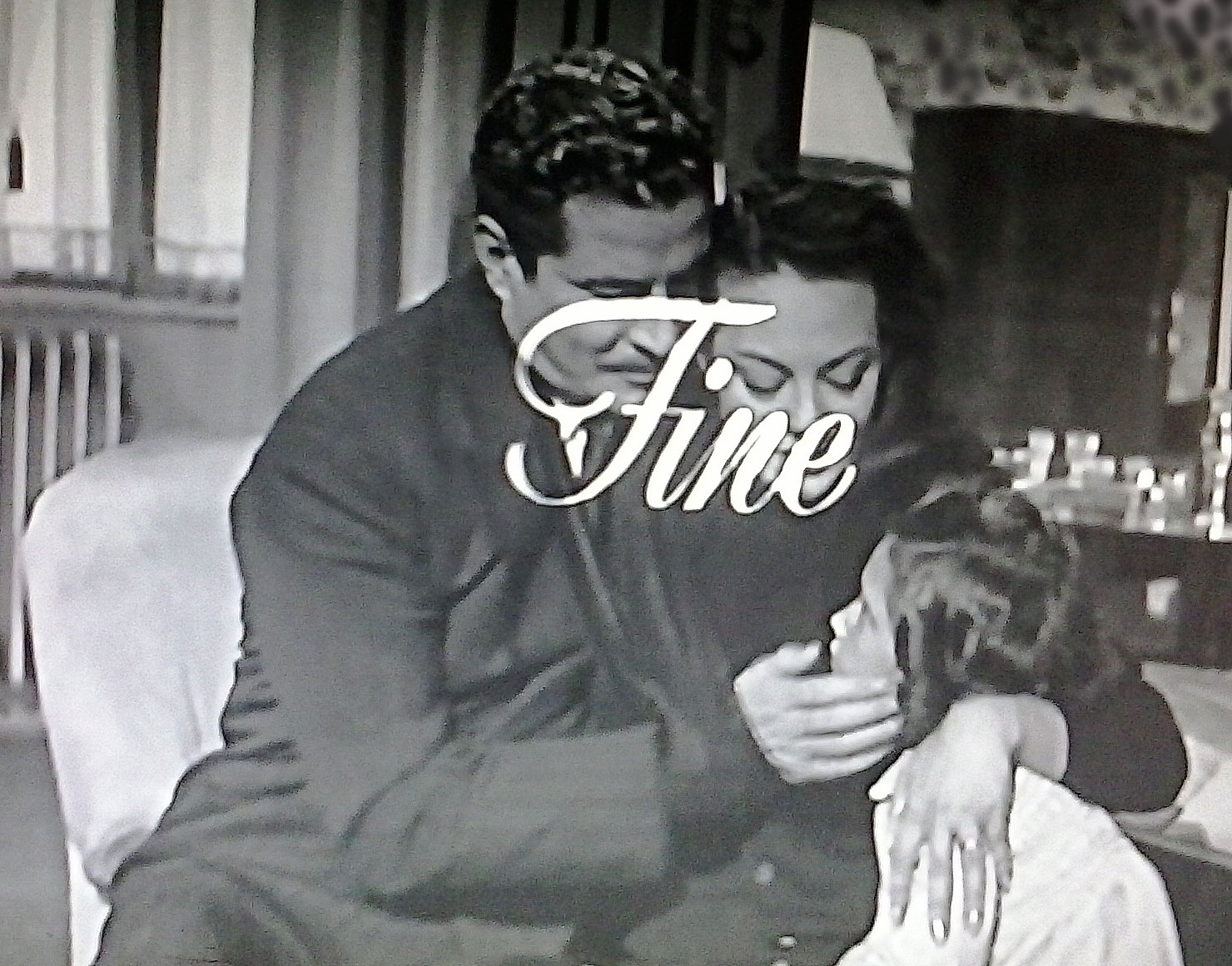
Rassicurante lieto fine, con la famiglia finalmente ricongiunta dopo drammi e traversie, in Torna!, 1954

Nel 1963 tenta con scarsi risultati di inserirsi nella commedia all'italiana con Adultero lui, adultera lei, ricorrendo ad un comico famoso ed amato come Gino Bramieri ed a due attrici "di genere" come Marilù Tolo e Maria Grazia Buccella. Ma le produzioni ormai non considerano più importante l'attività del regista, tanto che il suo penultimo film I terribili 7 (1964) avrà modesto riscontro di pubblico anche a causa di una distribuzione molto limitata. A questo punto decide di auto produrre, investendovi molte sostanze personali, quello che sarà il suo ultimo film, Amore mio (1964), che però risulterà un nuovo insuccesso, distribuito dalla "Titanus" solamente in alcune città di provincia e mai proiettato a Roma.
Matarazzo sopravvive due anni a questa nuova sconfitta. Morirà a Roma il 17 maggio 1966 e della sua morte, così come della sua vita, si sa poco. «Di lui sappiamo - ha scritto Stefano Della Casa - che è morto per un infarto dovuto alla paura di essere malato, da cui viene colpito durante una serie di esami clinici al Policlinico. Uomo timido, riservato in modo quasi ossessivo, geloso dei suoi libri e della sua collezione di dischi jazz, molto superstizioso, la sua scomparsa passa quasi inosservata nel tumultuoso e brillante mondo del cinema italiano della metà degli anni sessanta, benché per diversi anni abbia fatto parte del gruppo dei registi non solo più conosciuti, ma anche più capaci di generare successi commerciali. Dovranno passare dieci anni, ma in realtà più di venti dai suoi film di maggior successo, perché si riparli della sua attività.

## Matarazzo e la critica
Mentre la filmografia realizzata da Matarazzo prima della guerra non ha dato luogo, se si eccettua il caso di Treno popolare, a particolari profili critici, la sua attività del dopoguerra, in particolare degli anni cinquanta, è stata al centro di animate discussioni, trattandosi di un cinema tanto amato dal pubblico quanto ignorato o denigrato dalla critica cinematografica italiana. Questo contrasto è stato spiegato da molti commentatori come il risultato di un pregiudizio di natura ideologica. Ad esempio Spinazzola l'attribuisce ad «una critica di sinistra del dopoguerra tutta orientata nella battaglia per il neorealismo, inteso come unica possibilità di rinnovamento del cinema italiano; i film popolari erano visti come l'eredità del cinema fascista, [per cui] erano da condannare e la miglior condanna era non occuparsene». Ancora più esplicitamente Massimo Marchelli afferma che «quello di Matarazzo è stato un autentico "caso" in buona parte ascrivibile all'ostilità dell'intellettuale italiano del tempo verso ciò che persegue ed incontra successo popolare. Al creatore della coppia Nazzari - Sanson non viene perdonato di aver commosso gli spettatori con fatti vicini alla sensibilità italiana».

### La discussione negli anni Cinquanta
Il contrasto tra successo di pubblico ed atteggiamento della critica emerge sin dagli anni cinquanta, quando un critico cinematografico de L'Unità, Ugo Casiraghi, scrive un articolo in cui affronta tale argomento. È in quella occasione che si verifica uno dei rarissimi interventi pubblici di Matarazzo, che invia a quel quotidiano una lettera in cui orgogliosamente rivendica che «Trentasette milioni di spettatori hanno visto miei film», osservando con ironia che «da tanto tempo assisto al fenomeno di una critica quasi sempre concorde nello stroncare [i miei film] e di un pubblico quasi sempre concorde nell'approvare». Più oltre sostiene che «i critici, con semplici aggettivi (popolare, popolaresco, deteriore, facile, romanzo d'appendice) hanno liquidato l'argomento», concludendo con una domanda: «non sarebbe più utile per tutti una obiettiva ed onesta ricerca delle varie ragioni che hanno spinto una folla a gradire uno spettacolo piuttosto che un altro?».
Ma la richiesta di Matarazzo di approfondire il tema senza preclusioni ideologiche era destinata a non avere seguito, al punto che qualche giorno dopo, sullo stesso quotidiano, apparve una sprezzante risposta con cui Umberto Barbaro definiva i film di Matarazzo «nocivi» come i danni provocati dal fumo e considerava «triste e grave» il fatto che essi avessero un così vasto successo di pubblico. Nonostante altri inviti ad affrontare diversamente l'argomento, il giudizio negativo sull'opera di Matarazzo resterà anche negli anni sessanta, dopo la sua scomparsa. Pio Baldelli, nel 1967, pubblica un saggio in cui sostiene che i film "melò" «rappresentano il punto di vista di determinate fasce della popolazione piccolo - medio borghese; sono le abitudini italiane, il difetto strapaesano quello che sta alla base di quei sentimenti» e che essi propongono «un concetto deteriore della famiglia, chiusa al resto del mondo e zavorrata da forme arcaiche dell'onore, del peccato, della preghiera».

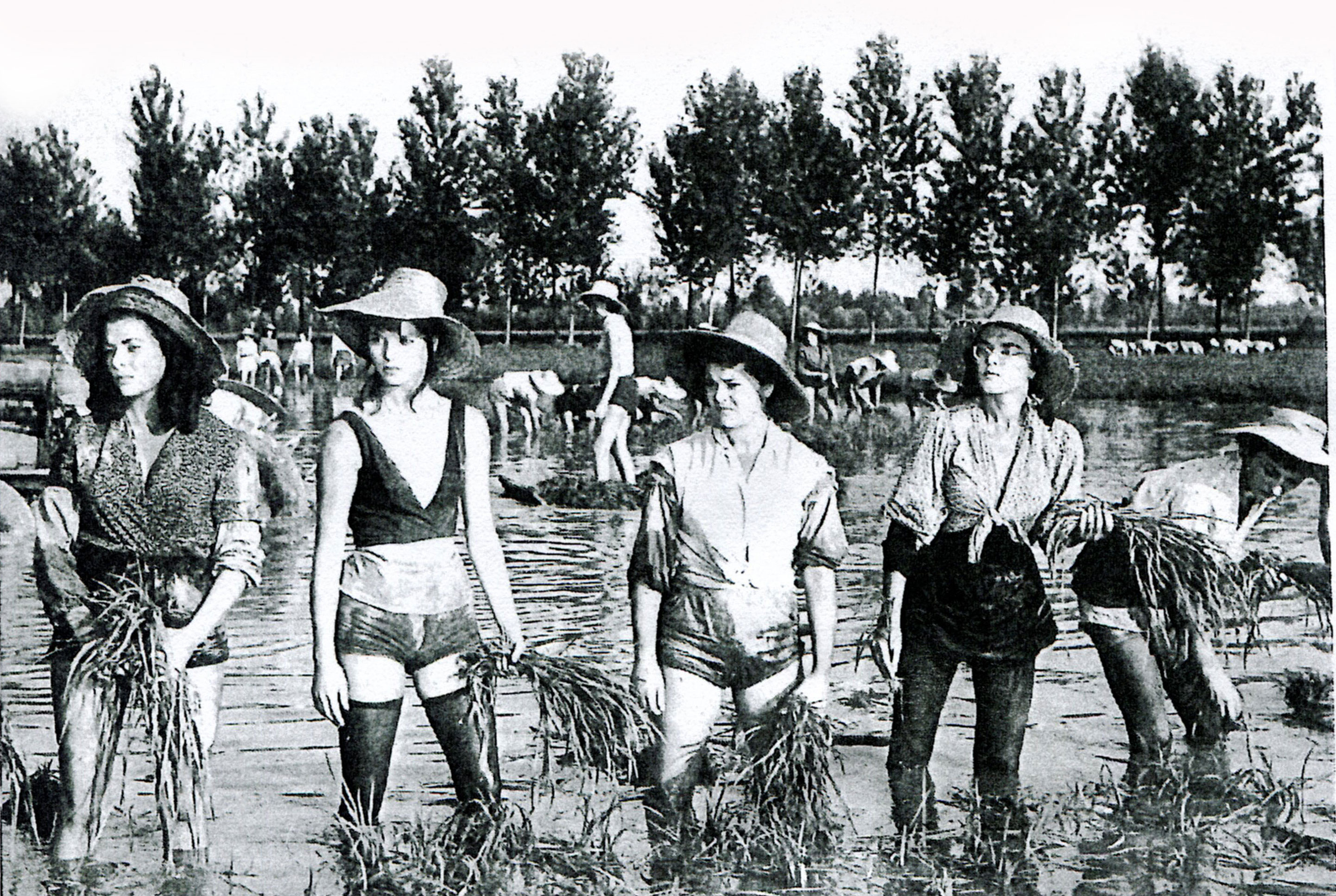
Elsa Martinelli ne La risaia, primo film a colori di Matarazzo del 1956

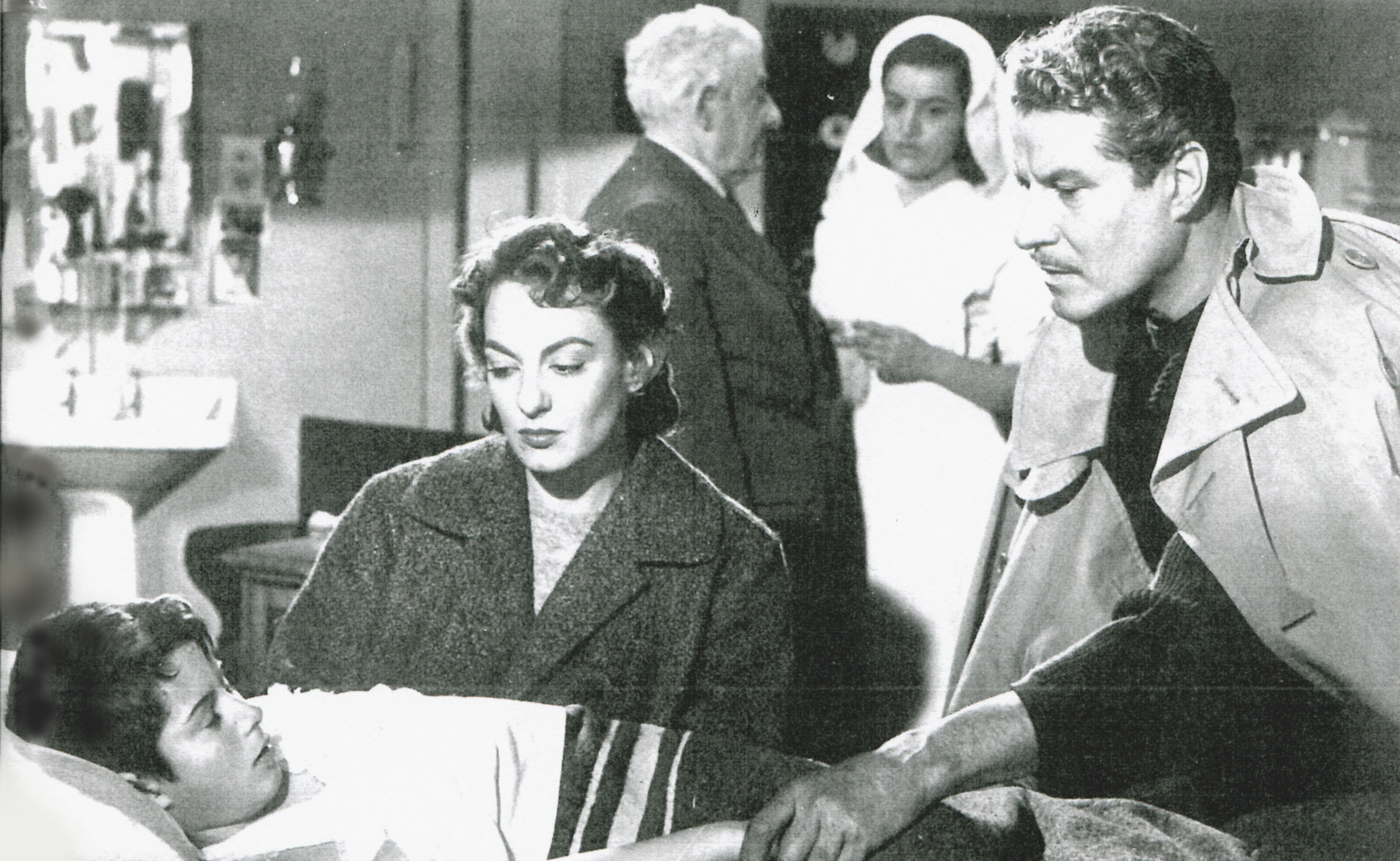
Intensa scena di Malinconico autunno (1958), girato in parte in Spagna. È l'ultimo film in cui Matarazzo dirige la coppia Nazzari - Sanson

Con Cerasella (1959) Matarazzo porta al debutto Claudia Mori, quindicenne. Al suo fianco è Mario Girotti che poi diventerà Terence Hill

### Le iniziative degli anni Settanta: il "caso Matarazzo"
Le cose cambiano nel decennio successivo. La prima riscoperta dei film di Matarazzo si svolge nel 1974 al XXVIII Festival d'Avignone, quando viene presentata da Simon Mizrahi una retrospettiva dedicata al regista, inserita nell'ambito di una rassegna di film della commedia e del melodramma italiani. Poco più di un anno dopo, nel gennaio 1976, nasce in Italia un'iniziativa di un gruppo di giovani critici (tra gli altri Adriano Aprà, Carlo Freccero, Aldo Grasso e Tatti Sanguineti) che organizzano a Savona, città natale di alcuni di loro, l'incontro "Momenti del cinema italiano contemporaneo", nel quale vengono proiettate diverse pellicole di Matarazzo. In tale occasione il "Movie club" torinese pubblica due "Quaderni" dedicati all'opera del regista, con documenti e testimonianze dirette di suoi ex collaboratori. Pochi mesi dopo, l'attenzione si sposta nuovamente in Francia, dove il numero estivo del periodico Positif dedica al cineasta italiano un ampio spazio, nel quale, in particolare, è un articolo di Lorenzo Codelli - a quel tempo corrispondente italiano del mensile francese - a difendere con vigore polemico l'opera di Matarazzo, definendo «imbecille» la critica contemporanea al regista e chiedendosi «è possibile che sia stato a tal punto non compreso, disprezzato, non studiato? Come se in America nessuno conoscesse i nomi di Minnelli, di Ford, nessuno si interessasse a loro».
A queste iniziative fa seguito la pubblicazione di un volume, Neorealismo di appendice dove si parla per la prima volta di un “caso Matarazzo", un termine che poi diventerà ricorrente (oltre al già citato Marchelli, anche Della Casa lo utilizzerà successivamente) e nel quale due critici confrontano le rispettive ed opposte tesi. Adriano Aprà, ricordando «venti anni di pubblico disprezzo e di citazioni ingiuriose» che avevano riguardato l'opera di Matarazzo, criticava il «moralismo tutto italiano che non vuole capire che se il produttore di Umberto D è lo stesso di Don Camillo, un qualche rapporto tra le due operazioni ci deve pur essere». A giudizio di Claudio Carrabba, invece, Matarazzo, sarebbe l'interprete di un «vena di un moralismo religiosamente conservatore che lo fa diventare il regista della maggioranza democratico cristiana nel periodo, 1950 - 1955, di consolidamento del potere», per quanto emerga, dai dati pubblicati dai "Quaderni" del "Movie club", come il Centro Cattolico Cinematografico non fosse per nulla tenero con i film di Matarazzo, dato che dei 23 film da lui diretti nel dopoguerra, soltanto 2 furono indicati come adatti per tutti, mentre 9 furono bocciati, e 11 considerati, spesso con riserva, per soli adulti.

### I commenti successivi
Col trascorrere degli anni le valutazioni sull'opera del regista sono diventate più analitiche e meno ideologiche, essendo ormai «cadute le prevenzioni che lo volevano uno dei principali responsabili del degrado del cinema italiano del dopoguerra e ridimensionate le passioni cinefile», consentendo quindi giudizi più inquadrati in una prospettiva storica.
Negli anni Settanta, anche a seguito del rinnovato interesse per l'opera di Matarazzo, vennero realizzati i remake dei due film più famosi del regista: Catene ed I figli di nessuno, che, a sua volta, era già stato ripreso da un film prodotto da Lombardo nei primi anni venti e che era già stato oggetto di un rifacimento nel 1943; il primo fu realizzato dal regista Silvio Amadio ed il secondo dal regista Bruno Gaburro. Entrambe le pellicole uscirono nel 1974, senza riuscire a rinverdire i successi dei loro precursori.
Già Rondolino aveva riconosciuto nel 1977 che Matarazzo «anziché ricalcare pedestremente gli schemi del cinema neorealistico, come fecero altri suoi colleghi, proseguì sulla strada del dramma a forti tinte, stabilendo un contatto estremamente proficuo con quel pubblico piccolo borghese e proletario che, nei medesimi anni, disertava in larga misura i film neorealisti (a cui) oppose un cinema dichiaratamente popolare, senza preoccupazioni colte, intellettuali, politiche. Film che, ad una più attenta lettura, offrono non pochi elementi di indagine per uno studio della società italiana del dopoguerra». Ma questo fenomeno a suo tempo non venne compreso perché «avviene in un periodo in cui «il fantasma del neorealismo è ancora il mito di riferimento di gran parte della critica, che attribuisce all'autore l'aureola del mandato pedagogico sociale, al di fuori del quale non ci sono che basse speculazioni commerciali o bieche corruzioni del gusto».
Ma ai film di Matarazzo è stato poi attribuito anche un altro significato: l'aver realizzato «un'opera di penetrazione senza precedenti nel gradimento del pubblico, solo caso di sistema melodrammatico originale alternativo a quello hollywoodiano ed in grado quindi di reggerne il confronto», e questo in un periodo in cui i film statunitensi dominavano la distribuzione nelle sale italiane: (nella sola stagione 1952 - 1953 su 476 visti di censura rilasciati per la circolazione dei film, la metà, cioè 240, riguardano pellicole USA, mentre quelle italiane erano 130, pari a poco più di un quarto del totale). In questa ottica, quei film poterono con il loro successo sostenere un sistema produttivo in quanto «avevano le loro basi in dati concreti di una insicurezza collettiva [e] nei film di Matarazzo una insicurezza simile faceva leva sui buoni, piuttosto che sui cattivi sentimenti. La scarsità e le disgrazie non mancavano certo nell'esperienza comune e, altrettanto certamente, il cinema americano non ne rendeva conto».

## Filmografia

### Sceneggiature
- La telefonista, regia di Nunzio Malasomma (1932)
- Due cuori felici, regia di Baldassarre Negroni (1932)
- La voce lontana, regia di Guido Brignone (1933)
- Fanny, regia di Mario Almirante (1933)
- Frutto acerbo, regia di Carlo Ludovico Bragaglia (1934)
- L'ambasciatore, regia di Baldassarre Negroni [1936)
- L'amor mio non muore, regia di Giuseppe Amato (1938)
- L'imprevisto, regia di Giorgio Simonelli (1940)
- Violette nei capelli, regia di Carlo Ludovico Bragaglia (1942)

### Regie

#### Documentari
- Littoria (1932)
- Mussolinia di Sardegna (1933)

#### Film
- Treno popolare (1933)
- Kiki (1934)
- Il serpente a sonagli (1935)
- Joe il rosso (1936)
- L'anonima Roylott (1936)
- È tornato carnevale (1937)
- Sono stato io! (1937)
- L'albergo degli assenti (1939)
- Il marchese di Ruvolito (1939)
- Giù il sipario (1940)
- Trappola d'amore (1940)
- Notte di fortuna (1941)
- L'avventuriera del piano di sopra (1941)
- Giorno di nozze (1942)
- Il birichino di papà (1943)
- Dora, la espía (1943) (realizzato in Spagna)
- Empezó en boda (1944) (realizzato in Spagna)
- Fumeria d'oppio (1947)
- Lo sciopero dei milioni (1948)
- Paolo e Francesca (1949)
- Catene (1949)
- Tormento (1950)
- I figli di nessuno (1951)
- Il tenente Giorgio (1952)
- Chi è senza peccato... (1952)
- Vortice (1953)
- Giuseppe Verdi (1953)
- Torna! (1954)
- La nave delle donne maledette (1954)
- La schiava del peccato (1954)
- Guai ai vinti (1954)
- L'angelo bianco (1955)
- L'intrusa (1955)
- La risaia (1956)
- L'ultima violenza (1957)
- Malinconico autunno (1958)
- Cerasella (1960)
- Adultero lui, adultera lei (1963)
- I terribili 7 (1964)
- Amore mio (1964)